# Вишенаменски брзи борбени чамац (Југоимпорт)
Вишенаменски брзи борбени чамац (ВББР) српски речни патролни чамац, производ компаније Југоимпорт СДПР.

## Опис
Брзи борбени чамац припада категорији савремених чамаца намењених за извршење широког дијапазона активности из домена полиције, односно унутрашње безбедности укључујући противтерористичку и противгерилску борбу, противпиратска дејства, као и низ задатака из домена војне примене – специјалних операција укључујући десант специјалних јединица, превоз ронилаца и сл.
Сталну посаду чамца чини, у зависности од конфигурације наоружања, 4 до 8 људи, а чамац омогућава транспорт односно десант 4 до 8 припадника искрцног одељења ронилаца и сл. што значи да укупно 12 људи може бити на чамцу.
У зависности од тактичких задатака оперативни депласман чамца креће се приближно од 7,5 до 10,5 тона што одговара максималним брзинама чамца у дијапазону од 40 до 45 чворова. Чамац је израђен од бродограђевног алуминијума. Труп и укрућења су израђени од бродограђевног алуминијума 5083, применом TIG и MIG поступка заваривања.

## Карактеристике
- Дужина преко свега 11.98 m
- Дужина на воденој линији 10.05 m
- Ширина преко свега 3.34 m
- Ширина на воденој линији  3.00 m
- Статички газ 0.7 м (морска верзија 1 m)
- Висина бока од кобилице  1.6 m
- Депласман празан/маx. 6500/10500 kg
- Капацитет горива 900 литара
- Максимална брзина: 40-45 чворова
- Аутономија на пуном гасу (сати/наутичке миље) ... 5 h/200 nm

## Коришћење
Пловило се по земљи транспортује на приколици. Вазудшни транспорт је могућ помоћу неколико тачака за качење на трупу. Ове тачке могу да се користе како за качење падобрана тако и за транспорт хеликоптером.
Брз траснпорт трупа или извлачење трупа иза непријатељских линија, патролирање реком, блокада лука само су неке од акција у којима пловило може да се користи. Због својих габарита пловило може да стоји сакривено преко дана увучен у обалу реке, сакривен под камуфлажном мрежом, док преко ноћи може да продре дубоко у непријатељску територију и диверзантским акцијама може да делује по непријатељским објектима или пловилима. Са разноврсно и добро истренираном посадом пловило може да буде смртоносно и невидљиво како за радар тако и за око непријатеља.

## Мотори и пропулзори
2 x Cummins QSB 6.7 480 КС 

## Труп
Труп пловила је комплетно израђен од бродограђевног алуминијума. Корито је дубоко В са специфичним линијама на прамцу. Прамац је урађен тако да прави водену завесу која скрива брод и посаду. У зонама које ће бити изложене додатним напрезањима током десанта труп је додатно ојачан.
Каљужне пумпе омогућавају да у случају значајнијег оштећења трупа пловило остане на површини воде. У дводну је неколико простора намењених смештају муниције, алата и ситног инвентара.
На трупу су велики отвори за несметан приступ моторима и водомлазним пропулзорима. Поклопци су изоловани термално и звучно. На крми пловила се налази платформа која покрива погонске јединице. Платформа омогућава лак улаз и излаз из воде. Како би се смањило задржавање воде на платформи лим платформе је перфориран.
У задњем делу кокпита се налазе два бунара за каљужу. По унутрашњим боковима кокпита се налазе рукохвати.
Сва газишта су прекривена против клизним премазима.
Командни пулт је смештен у средини пловила. Конструкција командног пулта штити управитеља пловила.

## Погон и управљање
Погон пловила чине два дизел мотора, снаге 480ks. Потисак је остварен преко два водомлазна пропулзора. Мотори су са мокрим издувом због мале буке и термалног обриса. Комплетно управљење је електронско преко централног процесора.

## Бродски системи

### Систем горива
Пловило је опремљено са једним резервоаром горива, смештеним испод кокпита у простору унутрашњег дна. Резервоар је опремљен електронским индикаторима нивоа са показивачима на командном пулту. Израђен је од алуминијума са, што је могуће већим, инспекционим отворима на врху. Наливна грла су на боковима пловила и направљена су тако да спречавају просипање горива. Одушна линија је са филтером мириса. Даљинска команда брзозатварајућих венитла је у командом пулту. Сваки мотор има споствени, дупли филтер горива/сепаратор воде на на лако доступном месту. Визуелни аларм воде је на командном пулту, без звучног сигнала.

### Систем хлађења и издув
Мотор се хлади водом која се усисава кроз четири усисника са решеткама (за сваки мотор по два). Сваки усисник има свој ручни лоптасти вентил. Усисници имају прикључак за испирање у случају запушења. Вода пре уласка у мотор пролази кроз филтере. Филтери су монтирани на лако доступном месту због инспекције и чишћења.
Издувни гасови помешани са водом за хлађење се избацују на крми, испод платформе.
Пригушивач служи да смањи буку издувних гасова колико год је могуће, а да при том не ремети рад мотора.

## Системи за осматрање, навигацију и комуникацију
Чамац је опремљен системом за навигацију који се састоји од радара, сонара и GPS пријемника са одговарајућим мултифункционалним показивачем на коме је могуће приказивати осим екрана радара и дигиталну мапу као и податке о дубини добијене од дубиномера и дигиталне податке о навигацији. Такође, чамац је опремљен панорамским уређајем за осматрање на бази термовизијске камере чија се слика приказује на независном показивачу на командној табли и која омогућава осматрање у зони од 360 степени са могућношћу детекције особа на даљини од преко 1.000 m.
Командир чамца издаје наређења припадницима и члановима посаде-операторима на наоружању и кормилару помоћу система за интерну комуникацију на бази радио везе, док за комуникацију са другим јединицама користи посебан радио. Осим ових тактичких система радио везе, чамац је опремљен стандарадним радиом за комуникацију на пловним путевима.
Аутоматски топ је опремљен савременим системом за управљање ватром који се састоји од термовизијске камере, ласерског даљиномера и дневне камере, као и балистичког рачунара са показивачем који омогућава прецизно гађање циљева дању и ноћу на даљинама до 2.000 m. Примена оваквог топа на чамцу који припрада категорији лаких брзих чамаца издваја овај чамац из те категорије чинећи га снажним борбеним средством.

## Наоружање и оклоп
На пловилу постоји 5 позиција за монтирање оруђа. На носаче се могу монтирати пушкомитраљези различитх калибара, бацачи граната. Пловило може бити опремљено и лансерима димних кутија. Капацитет муниције зависи од типа и калибра оруђа монтираних на носачима.
Пловило може бити додатно ојачано панцирним плочама. Панели су монтажно-демонтажни и предвиђени су да стоје на бочним странама пловила. Постоји могућност уградње оклопних плоча на бочне стране машинског дела.

### Аутоматски топ 20 mmМ-55
Оружје М71/08 је опремљено аутоматским топом 20mm М55 који се храни муницијом из лако заменљивих хранилица капацитета од 60 метака

### Аутоматски бацач граната 30 mmМ-93
Модеран систем и јединствени дизајн овог оружја обезбеђују дејство против циљева на великим дометима и то на различитим врстама терена и у разним климатским условима, уз значајан радијус убојитости.
Основна намена овог оружја је дејство против заклоњених и незаклоњених циљева на даљинама до 1700 m и неутрализација лако оклопљених возила на даљинама до 1000 m.

### Пушкомитраљез 7.62 x 54Р mmМ-84
Пушкомитраљез 7.62 x 54Р mm М-84 је српски еквивалент познатог руског оружја PKM. Дизајн српске варијанте је заснован на веома високим захтевима за поузданост оружја, нарочито у смислу материјала цеви и технологије обраде. Тиме се омогућава век складиштења од више од 2000 метака, и гађање од 250–500 метака у једном рафалу, као и правилно функционисање у неповољним срединама (снег, песак, блато) и када не постоје услови за одржавање

### Ручно управљани тешки митраљез 12.7 mmМ-87
Бродско постоље М09 састоји се из тешког митраљеза 12.7 x 108 mm М-87 на колевци и СУВ-а на колевци који су монтирани на палуби брода помоћу обртног горњег лафета са седиштем за оператора. Оружје је намењено за интеграцију на лаким патролним чамцима и различитим већим пловилима, и омогућава ефикасно, прецизно и брзо дејство против различитих ваздушних претњи и претњи на води, укључујући и чамце у покрету, беспилотне летелице, хеликоптере итд. на дометима до 2000 m.

## Корисници
- Србија
  - Жандармерија од 2016. године користи чамце овог типа.[2]
  - Речна Флотила Војске Србије наручила је 4+4 чамца овог типа.[3][4]